# Daniel Louis
Daniel Louis (né le 12 octobre 1953  à Montréal, au Canada) est un producteur de cinéma et de télévision canadien.

## Filmographie

### Cinéma
- 1997 : Le Siège de l'âme de Olivier Asselin
- 2000 : La Veuve de Saint-Pierre de Patrice Leconte
- 2001 : La Répétition de Catherine Corsini
- 2001 : Nuit de noces d'Émile Gaudreault
- 2002 : L'Odyssée d'Alice Tremblay de Denise Filiatrault
- 2003 : Mambo italiano d'Émile Gaudreault
- 2003 : Les Invasions barbares de Denys Arcand
- 2004 : Ordo de Laurence Ferreira Barbosa
- 2004 : Ma vie en cinémascope de Denise Filiatrault
- 2005 : Idole instantanée de Yves Desgagnés
- 2005 : Aurore de Luc Dionne
- 2005 : Les Voleurs d'enfance de Paul Arcand
- 2005 : Maurice Richard de Charles Binamé
- 2006 : Roméo et Juliette d'Yves Desgagnés
- 2007 : L'Âge des ténèbres de Denys Arcand
- 2008 : Le Grand Départ de Claude Meunier
- 2009 : De père en flic d'Émile Gaudreault
- 2010 : L'Enfant prodige de Luc Dionne
- 2010 : Route 132 de Louis Bélanger
- 2011 : Le Sens de l'humour d'Émile Gaudreault
- 2014 : Le Règne de la beauté de Denys Arcand
- 2014 : Le Vrai du faux d'Émile Gaudreault

### Télévision
- 1998 : Degas and the Dancer (TV)
- 1999 : Monet: Shadow and Light (TV)
- 1999 : Mary Cassatt: An American Impressionist (TV)
- 1999 : Winslow Homer: An American Original (TV)
- 1999 : Rembrandt: Fathers & Sons (TV)